# Каске, Карлхайнц
Карлхайнц Каске (нем. Karlheinz Kaske; 19 апреля 1928 года, Эссен, Германия — 27 сентября 1998 года, Берг (Штарнбергер-Зе), Германия) — немецкий менеджер, занимавший должность исполнительного директора немецкого концерна Siemens AG в 1981-1992 годах.
Каске изучал физику в  RWTH Aachen и начал работу в Siemens в 1950 году, когда стал инженером на заводе Siemens в Карлсруэ. Позже он стал преподавателем электротехники в RWTH Aachen, а в последующие годы продолжил академическое преподавание в отделе разработок Siemens.  В 1975 году Каске вошёл в совет директоров, а с 1977 года был директором департамента энергетики. Он сменил Бернхарда Плеттнера на посту генерального директора в 1981 году. Каске сменил Хайнрих фон Пирер в октябре 1992 года.